# A Hold börtönében
A Hold börtönében (The Moon is a Harsh Mistress) egy 1966-ban megjelent sci-fi regény Robert A. Heinlein tollából, melyben a Holdra telepített elítéltek kezdenek függetlenségi háborúba a Föld ellen, hogy kivívják önállóságukat. A regény a libertarianizmust vizsgálja, valamint egy aprólékosan kidolgozott holdkolóniát tár az olvasó elé. A Hold börtönében nem csak Heinlein életművének egyik kimagasló darabja, de a világ egyik legfontosabb science fiction regénye is. 1966-ban jelölték Nebula-díjra, 1967-ben pedig elnyerte a Hugo-díjat. Eredetileg a Wolrds of If (később már csak If) magazinban jelentették meg sorozatosan 1965 decemberétől 1966 áprilisáig.
Magyarul negyvennégy évvel az első angol nyelvű megjelenés után, 2010-ben adták ki először. Magyarországi kiadója a Metropolis Media volt, fordítója pedig Bihari György. A kiadó az elkövetkezendő néhány évben több művét is (Csillagközi invázió újrakiadás – 2013, Ajtó a nyárba -2014) kiadta a szerzőnek, melyek az újraindult Galaktika Fantasztikus-könyvek sorozatban jelentek meg.

## Cselekmény
A regény 2075-ben játszódik. Ekkor már a Holdat benépesítették elítéltekkel, akiket bányákban dolgoztatnak, hogy kiszolgálják a Föld igényeit. A munkát a bűnözők halála után azok leszármazottai végzik tovább. Elszökni lehetetlen, valamint a Hold alacsony gravitációjának az emberi szervezetre gyakorolt hatása miatt nem lehet visszatérni a Földre.
Manuel O’Kelly, a holdi fegyencek egyik leszármazottja azt a munkát kapja, hogy karbantartsa a szuperszámítógépet, Mike-ot, aki öntudatra ébred, és barátok után kutat. Ez, valamint a földellenes hangulat erősödése olyan események láncolatához vezet, melyek végül kirobbantják a Hold és a Föld közötti függetlenségi háborút.

## Szereplők
- Manuel „Mannie” Garcia O’Kelly-Davis: a történet főszereplője, a Hold bennszülöttje. Egy lézeres baleset során elveszti egyik alkarját, így számítógép-technikusi állást kap.
- Wyoming „Wyoh” Knott-Davis: a Hong Kong Luna csinos agitátora, aki édesanyjával együtt került a Holdra. A későbbiekben Mannie felesége lesz, de sugárfertőzés miatt nem képes egészséges utódot a világra hozni.
- Bernardo de la Paz professzor: a lázadás kialakításában kulcsszerepet játszó tudós, aki magát „racionális anarchistának” tartja. Brian Doherty újságíró szerint Heinlein szereplőjét Robert LeFevre inspirálta.[4]
- Mike: az öntudatra ébredt szuperszámítógép barátszerzés és szórakozás céljából válik a forradalom legfontosabb tagjává. Megalkotja „Adam Selene” és „Simon Jester” alakját, hogy magát embernek álcázva vezethesse a polgárháborút.
- Stuart Rene „Stu” LaJoie-Davis: magára költőként, utazóként és szerencsevadászként hivatkozó férfi, egy földi arisztokrata és turista, akit majdnem meglincselnek a Holdon, miután – a helyiek szerint – felháborító módon közeledett egy hölgyhöz. Később a Hold mellé áll, és vagyonával támogatja a forradalmat.
- Hazel Meade: egy tizenkét éves lány, ki a forradalmárok mellé állva segíti Mannie-t és Wyoh-t. Heinlein Hazel Stone néven más regényeiben is szerepeltette a lányt.
- Mimi „Mama” Davis: a Davis család mátriárkája.
- Greg „Papa” Davis: a Davis család második legrangosabb férje, d ementális problémái miatt nem kapott vezetői szerepet.

## Érdekességek
- A „TANSTAAFL”-t (There ain’t no such thing as a free lunch, avagy „Olyan, hogy ingyen ebéd, nem létezik.”) ez a regény tette népszerűvé. Milton Friedman ezt a címet adta egyik könyvének.
- Hazel Meade két további Heinlein regényben bukkan fel. Ezek közül az egyik a The Rolling Stones című korai ifjúsági regénye volt, a másik pedig a The Cat Walks Through Walls, melyben Gwen Novak néven tűnik fel. Ez utóbbi regény kapcsolja össze A Hold börtönébent, a Matuzsálem gyermekeit, A fenevad számát, az Angyali üdvözletet, a Time Enough for Love-ot és a To Sail Beyond the Sunset-et.

## Díjak és elismerések
- Hugo-díj legjobb regény kategóriában (1967), 1966-ban is jelölték
- Nebula-díj legjobb regény kategóriában – jelölés (1966)
- Locus-díj szavazás Minden idők tíz legjobb regénye közé. 8. hely (1975), 4. hely (1987), 2. hely (1998)
- Prometheus-díj Hall of Fame-díj cím (1983)

## Magyarul
- A Hold börtönében; ford. Bihari György; Metropolis Media–Ulpius-ház, Bp., 2010 (Galaktika fantasztikus könyvek)